# 济南市历下区燕山小学
济南市历下区燕山小学，是位于中华人民共和国山东省济南市历下区的公立小学。学校始建于1989年5月，初始校名为：济南市甸柳新村第二小学。
截止2024年，学校共有77个教学班级、学生3689人及教师172名。

## 学校历史
1989年5月，济南市历下区燕山小学建立，同年9月1日，学校正式开学，原始校名为：济南市甸柳新村第二小学。1992年3月，学校改名为济南市燕山小学。2001年12月，与济南市燕山中学合并成为九年一贯制学校，更名为山东省济南燕山学校，济南市燕山小学随即变为山东省济南燕山学校（小学部）。2021年4月，高红燕担任校长，启动燕山小学教育集团化建设。2022年，经山东省教育厅批准，学校重新改名为济南市历下区燕山小学，从此恢复完全独立管理。

## 外部連結
- 学校简介

- 学校领导 （页面存档备份，存于）